# Khí quyển

Atmosphere layers-vi.svg

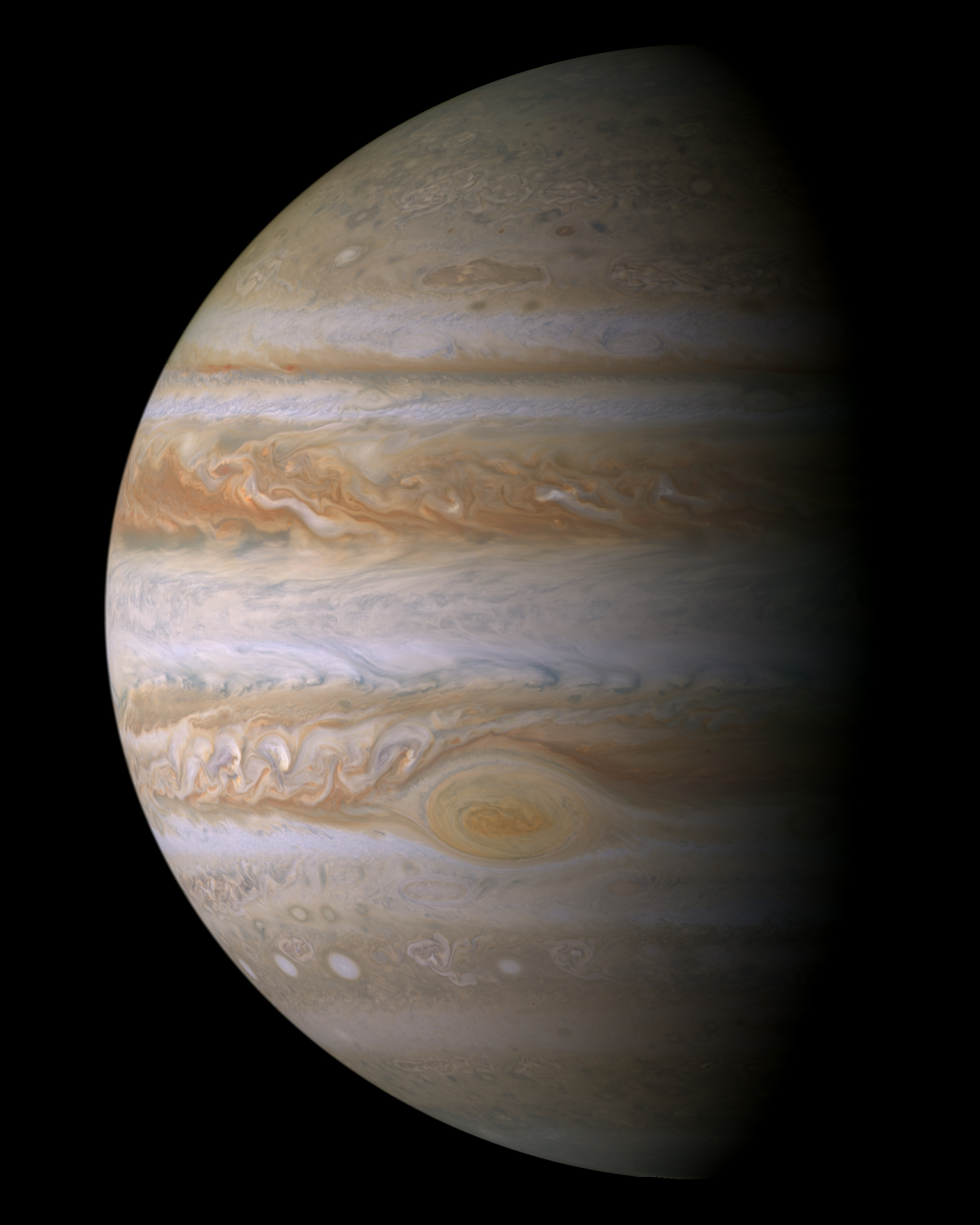
Khí quyển Sao Mộc, bao gồm Great Red Spot (Vệt Đỏ Lớn).

Khí quyển là một lớp khí có thể bao bọc xung quanh một thiên thể có khối lượng đủ lớn, và nó được giữ lại bởi trọng lực của thiên thể đó. Khí quyển có thể được giữ trong thời gian dài hơn nếu trọng lực lớn và nhiệt độ khí quyển thấp. Một số hành tinh được cấu thành chủ yếu là các loại khí khác nhau, nhưng chỉ có lớp ngoài cùng là khí quyển (xem hành tinh khí khổng lồ).